# Multilaterala övervakningsförfarandet
Det multilaterala övervakningsförfarandet är sedan den 1 juli 1998 ett förfarande mellan Europeiska unionens medlemsstater som syftar till att samordna deras ekonomiska politik, framför allt för att på ett tidigt stadium förhindra att alltför stort underskott uppstår i medlemsstaternas offentliga sektorer. Övervakningsförfarandet utgör stabilitets- och tillväxtpaktens förebyggande del; den korrigerande delen utgörs av förfarandet vid alltför stora underskott.
Övervakningsförfarandet innebär att medlemsstaterna årligen, som en integrerad del av den europeiska planeringsterminen, överlämnar var sitt stabilitets- eller konvergensprogram till Europeiska kommissionen. De medlemsstater som har euron som valuta överlämnar stabilitetsprogram, medan övriga medlemsstater överlämnar konvergensprogram. Utifrån dessa program lägger kommissionen fram ett förslag om landspecifika rekommendationer till Europeiska unionens råd.

## Rättslig grund
Det multilaterala övervakningsförfarandet inrättades den 1 juli 1998 genom en förordning, som antogs av Europeiska unionens råd den 7 juli 1997 som en del av stabilitets- och tillväxtpakten. Förordningen ändrades av rådet under 2005 med syfte att införa medelfristiga budgetmål för medlemsstaterna. Den rättsliga grunden för det multilaterala övervakningsförfarandet utgörs av artikel 121 i fördraget om Europeiska unionens funktionssätt sedan Lissabonfördraget trädde i kraft den 1 december 2009. Sedan dess antas bestämmelser om utformningen av övervakningsförfarandet i enlighet med det ordinarie lagstiftningsförfarandet, vilket innebär att Europaparlamentet och rådet lagstiftar gemensamt. Förordningen om det multilaterala övervakningsförfarandet ändrades ännu en gång under 2011 genom sexpacket till följd av den ekonomiska krisen inom Europeiska unionen. Det multilaterala övervakningsförfarandet blev samtidigt en integrerad del av den europeiska planeringsterminen.

## Stabilitets- och konvergensprogram
Stommen i det multilaterala övervakningsförfarandet är stabilitets- och konvergensprogrammen som medlemsstaternas regeringar varje år utarbetar och i slutet av april månad överlämnar till Europeiska kommissionen för granskning. De medlemsstater som har euron som valuta överlämnar stabilitetsprogram, medan övriga medlemsstater överlämnar konvergensprogram. Till skillnad från stabilitetsprogrammen innehåller konvergensprogrammen även information om medlemsstatens monetära politik. Utifrån stabilitets- och konvergensprogrammen utarbetar kommissionen ett förslag om landspecifika rekommendationer till Europeiska unionens råd. En medlemsstat som inför euron som valuta måste presentera ett stabilitetsprogram inom sex månader efter rådets beslut om införandet av den gemensamma valutan.
De ekonomiska prognoser som ligger till grund för stabilitets- och konvergensprogrammen måste ha utarbetats, eller åtminstone ha godkänts, av oberoende institut. Kommissionen jämför prognoserna med sina egna prognoser samt prognoser från andra internationella institut. Medlemsstaternas regeringar måste kunna förklara och försvara sina prognoser om de skiljer sig påtagligt från kommissionens eller andra instituts prognoser.

### Medelfristiga budgetmål
Utöver en omfattande prognos av medlemsstatens ekonomiska utveckling innefattar stabilitets- och konvergensprogrammen även medelfristiga budgetmål som den nationella regeringen har satt upp. De medelfristiga budgetmålen infördes under 2005 när stabilitets- och tillväxtpakten ändrades för att tillåta större flexibilitet för medlemsstaterna att stå emot konjunkturcykler.
Varje medlemsstat har ett eget medelfristigt budgetmål. Detta budgetmål är mer strikt för medlemsstater som har en hög skuldsättning eller en åldrande befolkning än medlemsstater med en låg skuldsättning och en stabil befolkningsutveckling. De medlemsstater som har euron som valuta eller har bundit sin valuta till euron genom Europeiska växelkursmekanismen får inte ha ett medelfristigt budgetmål som innebär över en procents underskott av bruttonationalprodukten. Medlemsstaternas medelfristiga budgetmål kan ses över om en större strukturreform genomförs eller vart tredje år när nya prognoser för befolkningsutvecklingen presenteras.

## Granskning av rådet och kommissionen
Rådet granskar, mot bakgrund av kommissionens bedömning, stabilitets- och konvergensprogrammen, framför allt vad gäller de medelfristiga budgetmålen. Bland annat undersöker rådet och kommissionen om de prognoser som ligger till grund är rimliga och om de åtgärder som har vidtagits eller föreslagits är tillräckliga för att nå budgetmålen. Rådet inhämtar yttranden från ekonomiska och finansiella kommittén.

## Landspecifika rekommendationer
Inom tre månader från att medlemsstaterna har presenterat sina stabilitets- och konvergensprogram antar rådet landspecifika rekommendationer som innehåller rekommendationer om vad respektive medlemsstat bör göra för att nå de gemensamma målen. De landspecifika rekommendationerna antas av rådet på förslag av Europeiska kommissionen. Innan rådet antar rekommendationerna tas de även upp för diskussion mellan medlemsstaternas stats- eller regeringschefer i Europeiska rådet.